# Jøssund
Jøssund är en by i Ørlands kommun i Trøndelag fylke i Norge.
Byn utgjorde tidigare centralort i dåvarande Jøssunds kommun i Nord-Trøndelag fylke.